# Corregimiento de Colchagua
El corregimiento de Colchagua fue una división territorial del Imperio español dentro de la Capitanía General de Chile que se remonta al siglo XVI. Hasta el siglo XVIII careció de un centro urbano, hasta que en 1742, se fundó su capital: la villa de San Fernando de Tinguiririca. Estaba a cargo de un corregidor, quien presidía el Cabildo de la villa.
El Diccionario geográfico-histórico de las Indias Occidentales, de Antonio de Alcedo, decía sobre este territorio en 1786:

COLCHAGUA, Provincia y Corregimiento del Reyno de Chile: confina por el Oriente con la Cordillera Nevada; por el S con la provincia de Maule, sirviéndole de límites el rio Teno, y por el Poniente con el mar; tiene de largo 40 leguas de Oriente a Poniente, y 32 de ancho de N á S; hay en ella algunas minas de oro corrientes, y en otros tiempos hubo muchas mas que ya no se trabajan, y algunas de cobre; abunda en trigo, ganado mayor y menor, caballos y mulas; en un parage llamado Cauquenes hay unas termas ó baños de agua caliente muy frecuentados, por el beneficio que en ellas experimentan los que padecen enfermedades de gálico, lepra, pústulas y llagas; los habitantes de esta Provincia llegan a 15 m. almas y su Capital es la Villa de San Fernando. Tiene el mismo nombre un pueblo de esta provincia y corregimiento, que es cabeza de Curato de otro, y tiene ademas quatro ayudas de parroquia.

En ese mismo año, el corregimiento se convirtió en el partido de Colchagua y en 1792 se reorganizó la región al crearse el nuevo partido de Curicó.
Su primer corregidor fue Álvaro de Villagra.